# BBC Radio Scotland

Logo utilisé depuis 2022.

BBC Radio Scotland est une station de radio de langue anglaise du groupe BBC Scotland émettant sur l'ensemble du territoire écossais.

## Historique
La première émission de la BBC Radio Scotland eut lieu le 17 décembre 1973, soit quinze jours plus tôt que prévu.
Kirsty Wark a commencé sa carrière à la BBC Radio Scotland, d'abord comme chercheuse puis comme productrice.